# Интерпретация квантовой механики
Интерпрета́ция ква́нтовой меха́ники — система философских воззрений на сущность квантовой механики как физической теории, описывающей материальный мир. Известно несколько интерпретаций, по-разному решающих такие философские проблемы, как вопрос о природе физической реальности и способе её познания, о характере детерминизма и причинности, о сущности и месте статистики в квантовой механике.
Квантовая механика считается «наиболее проверенной и наиболее успешной теорией в истории науки», но консенсуса в понимании «её глубинного смысла» всё ещё нет.
Многие физики склоняются к так называемой «никакой» интерпретации квантовой механики, ёмко выраженной в афоризме Дэвида Мермина: «Заткнись и считай!» (англ. Shut up and calculate), часто (видимо, по ошибке) приписываемом Фейнману или Дираку.
Критикуя подобный подход, Энгельс Чудинов заметил, что

У специалиста, работающего в области физики, часто возникает иллюзия полной независимости его научной деятельности от философии. Это происходит вследствие того, что он входит в уже готовое здание научной теории с присущим ей стилем научного мышления, и через стиль научного мышления воспринимает определённые философские принципы. Эти философские предпосылки научной теории не всегда ясно осознаются учеными, но от этого они не перестают быть философскими.
Марио Бунге отмечает, что отказ физиков от философии на словах означает фактическое принятие философии операционализма: 

Современный физик отбрасывает устаревшие догматические системы…только для того, чтобы некритически воспринять некоторую альтернативную систему философских догм…операционализм.

## Исторические предпосылки
Понимание математических конструкций квантовой теории прошло в своём развитии через ряд стадий. Например, Шрёдингер сначала не понимал вероятностную природу волновой функции, связанной с электроном; это понимание привнёс Макс Борн, когда предложил рассматривать вероятностное распределение местоположения электрона в пространстве. Другие ведущие учёные, например Эйнштейн, также нелегко примирялись с положениями теории. Даже если эти трудности считать простыми проявлениями болезни роста, всё равно понятно, что они привели к работе по созданию интерпретаций.
Работа Борна по статистической интерпретации волновой функции получила высокую оценку, в 1954 году ему была присуждена Нобелевская премия по физике с формулировкой «за фундаментальное исследование в области квантовой механики, особенно за статистическую интерпретацию волновой функции».

## Интерпретации
Наиболее распространённые интерпретации:
- «Никакая» («Заткнись и считай!»)
- Копенгагенская
- Многомировая
- Де Бройля — Бома (волны-пилота)
- Супердетерминизм

Малораспространённые интерпретации:
- Реляционная
- Объективная редукция[англ.]
- Квантовое байесианство
- Транзакционная
- Фон Неймана — Вигнера[англ.]
- Блохинцева
- Фока

## Оценки
Неофициальный опрос, проведённый в 1997 году на симпозиуме Мэрилендским университетом в Балтиморе, показал, что некогда доминировавшая Копенгагенская интерпретация поддерживается менее чем половиной участников. В целом голоса участников опроса распределились следующим образом:
| Интерпретация                                                               | Отдано голосов |
| --------------------------------------------------------------------------- | -------------- |
| Копенгагенская интерпретация                                                | 13             |
| Многомировая интерпретация                                                  | 8              |
| Интерпретация Бома                                                          | 4              |
| Непротиворечивые истории                                                    | 4              |
| Модифицированная динамика (объективная редукция Джирарди — Римини — Вебера) | 1              |
| Ничего из предложенного выше или затруднились ответить                      | 18             |

По словам философа Дэвида Чалмерса, все существующие в настоящее время интерпретации квантовой механики в определённой степени безумны. Чалмерс выделяет три главных интерпретации: вигнеровскую, бомовскую и эвереттовскую. Среди этих трёх интерпретаций на первое место по степени безумности он ставит концепцию Эверетта, на второе — концепцию Вигнера, на третье — концепцию Бома. Однако если использовать в качестве критерия их теоретическую ценность, то, с точки зрения Чалмерса, картина прямо противоположна: интерпретация Эверетта является наиболее простой, полностью локальной и напрямую совместимой с теорией относительности, интерпретация Вигнера достаточно элегантна, а интерпретация Бома чрезмерно сложна и искусственна.